# Теплухин, Василий Елизарович
Василий Елизарович Теплухин (1933—2011) — советский работник сельского хозяйства, Герой Социалистического Труда.

## Биография
Родился 2 декабря 1933 года в г. Рубцовске Западно-Сибирского края, ныне Алтайского края, в крестьянской семье.
В 17 лет сел за руль трактора. В 1954 году по призыву комсомола поехал осваивать целину. C 1958 года жил и работал механизатором в станице Боковской.
В 1977 году возглавил одно из первых в области школьное уборочно-транспортное звено учащихся Боковской средней школы. Также был мастером производственного обучения в Боковском профессиональном училище № 96.
В. Е. Теплухин занимался общественной деятельностью, избирался депутатом районного и областного Совета депутатов трудящихся.
Умер в 2011 году.

## Награды
- Указом Президиума Верховного Совета СССР от 7 декабря 1973 года — за успехи, достигнутые во Всесоюзном социалистическом соревновании, и проявленную трудовую доблесть в выполнении принятых обязательств по увеличению производства и продажи государству зерна, механизатору совхоза «Малаховский» Боковского района Ростовской области Василию Теплухину было присвоено звание Героя Социалистического Труда с вручением ордена Ленина и золотой медали «Серп и Молот».
- Награждён еще одним орденом Ленина, орденом Октябрьской Революции и медалями, в том числе ВСХВ и ВДНХ СССР.
- Также награждён знаками «Победитель социалистического соревнования», «Ударник девятой пятилетки» и «Ударник десятой пятилетки».
- В 2008 году Теплухину была объявлена Благодарность Главы Администрации (Губернатора) Ростовской области объявлена.[2]